# Nildo Viana
Nildo Silva Viana (Goiânia, 6 de maio de 1965) é um sociólogo e filósofo brasileiro. Graduado em Ciências Sociais pela Universidade Federal de Goiás (1992), é mestre em Filosofia pela Universidade Federal de Goiás (1995), Sociologia pela Universidade de Brasília (1999) e doutor em Sociologia pela Universidade de Brasília (2003). Atualmente é professor da Universidade Federal de Goiás.
Sua obra abrange alguns temas básicos, tal como a sociologia, filosofia, marxismo, sociedade contemporânea, epistemologia, violência, neoliberalismo, valores, arte, psicologia, representações cotidianas, psicanálise e autogestão. Representante de uma corrente crítica da sociologia, das ciências humanas, filosofia e pensamento político contemporâneo, de orientação marxista, numa versão libertária de marxismo. Karl Marx e Karl Korsch são as principais influências em seu pensamento. Seus textos partem de uma análise marxista da sociedade, enfatizando a categoria de totalidade e a luta de classes como primordiais recursos heurísticos para a pesquisa engajada no processo de transformação social.

## Biografia
Ao ingressar na universidade, Nildo Viana aderiu à militância no movimento estudantil e em grupo político de tendência autogestionária. Foi membro da Executiva Nacional de Ciências Sociais e atuou em entidades de base do Movimento Estudantil.
Desde o final da década de 80 até o final dos anos 90, obteve formação acadêmica em ciências sociais, sociologia, filosofia, além de ter realizado estudos e pesquisas em áreas como psicologia e psicanálise. Neste período, escreveu vários artigos para revistas políticas e acadêmicas, bem como passou, no final dos anos 90, a exercer a prática docente. A partir do final dos anos 1990 começou a publicar seus primeiros livros, sendo que hoje estão sendo reeditados, especialmente: A Consciência da História, de 1997 e Escritos Metodológicos de Marx, de 1998.
Com mais de quarenta obras publicadas e tendo como elemento diferencial o fato de resgatar o pensamento de Marx, numa perspectiva korschiana e conselhista  - além de forte influência da psicanálise e psicologia - e elaborar teses e conceitos originais. Publicou mais de 80 artigos em revistas acadêmicas e políticas e é autor de vários livros, alguns esgotados (alguns estão sendo reeditados).

## Principais teses
Este pensador parte da discussão sobre materialismo histórico para desenvolver suas teses. Sua orientação intelectual pode ser considerada como assunto educativo "multidisciplinar", mas, no entanto, ele mesmo a qualifica de "adisciplinar", neologismo que quer dizer fora do espaço da divisão do trabalho intelectual e da especialização, tal como expresso em seu artigo: Universidade e Especialização: O Ovo da Serpente. É por isso que ele aborda as mais variadas temáticas, objetos de estudo de variadas disciplinas, e trabalha a categoria de totalidade como fundamental.
Em A Consciência da História, ele segue a linha de Lukács e Korsch, tanto na forma (são "ensaios") quanto no conteúdo (a visão crítica do marxismo ocidental e uma forte influência hegeliana). Ele discute questões como a relação entre base e superestrutura, entre materialismo histórico e dialético e realiza a crítica das interpretações leninista e social-democracia da dialética marxista. Esta obra se insere na tradição chamada "historicista", "hegeliana" e "esquerdista" do marxismo, o que demarca sua diferença em relação a outras posições consideradas marxistas, tal como o marxismo-leninismo, a social-democracia e se filia à tradição das tendências críticas e esquerdistas do marxismo (especialmente o chamado comunismo de conselhos).
Ele parte do pensamento de Marx para reconsiderar a questão do capitalismo e da exploração, realizando uma análise crítica da democracia, da cidadania e do Estado, para apresentar as possibilidades de transformação social, baseando-se no princípio da autogestão social. Ele aborda em sua obra Estado, Democracia e Cidadania, todos estes aspectos do desenvolvimento da política institucional no capitalismo de forma polêmica.
Na continuidade de suas teses, ele apresenta uma teoria dos Partidos Políticos, mostrando o caráter burocrático destas instituições, em seu livro O Que são partidos políticos. Ele apresenta uma definição rigorosa de partido político, e ultrapassa as costumeiras obras descritivas sobre este fenômeno, abordando-o de forma explicativa. Este texto é um complemento de Estado, Democracia e Cidadania, e como os demais, é uma obra polêmica e crítica.
Uma de suas teses principais reside na concepção de que a história do capitalismo pode ser analisado em termos da sucessão de "regimes de acumulação". Desenvolvendo as teses da "Escola da Regulação" e de Rabah Benakouche, ele discute exaustivamente a noção de regime de acumulação e embora faça uma análise dos regimes de acumulação que se sucederam na história, ele focaliza e desenvolve uma análise mais pormenorizada do regime de acumulação integral, o atual regime de acumulação do capitalismo contemporâneo. Em sua abordagem, o regime de acumulação é fundado na luta de classes, de acordo com sua visão marxista. Ele desenvolve, numa séries de artigos, uma análise da sociedade moderna, tal como a violência nas escolas, reforma universitária no Brasil, proposta de redução da idade penal no Brasil, partindo de sua concepção de acumulação integral. O que foi desenvolvido de forma mais sistemática em seu livro "O Capitalismo na era da acumulação integral" e as mudanças no interior de um mesmo regime de acumulação no artigo sobre os ciclos que se desenvolvem no interior do mesmo.
A sua concepção política aponta para um "marxismo autogestionário", inspirado, fundamentalmente, em Karl Marx, Anton Pannekoek e Karl Korsch, realizando uma crítica da social-democracia e do bolchevismo, e apontando a autogestão social via conselhos operários como o meio de libertação humana. Para ele, o marxismo não está em crise, mas tão-somente o pseudomarxismo expresso na social-democracia e no bolchevismo, pois o verdadeiro marxismo, libertário, radical, sempre foi marginal. Ele compartilha com Pannekoek e outros pensadores, a tese de que a Rússia não instituiu um socialismo e sim um "capitalismo de Estado". Em textos como A Crise do Pseudomarxismo e  O Capitalismo de Estado da URSS, ele desenvolve tais teses e no artigo O Marxismo Libertário de Anton Pannekoek  e em O que é Autogestão, entre outros textos, apresenta sua concepção de emancipação humana. A sua tese é a de que a emancipação da classe operária é obra da própria classe operária e é assim que se descobre o movimento real de transformação social e o processo de constituição da sociedade autogerida. A tese exposta neste artigo ganha sistematicidade e aprofundamento em seu livro Manifesto Autogestionário, cuja primeira edição foi publicada em 2008.
Partindo desta perspectiva, ele desenvolve uma análise sobre as mais variadas temáticas, abordando a filosofia, a sociologia, os super-heróis dos quadrinhos, a violência, o marxismo, os valores, entre vários outros, sendo fiel a sua crítica da divisão do trabalho intelectual e da especialização. Ele apresenta, em A Filosofia e Sua Sombra, uma definição precisa de filosofia e discute seus temas fundamentais, apresenta a tese polêmica do "fim da filosofia", fundamentando-se em Marx e Marcuse, após apontar o "lado sombrio da filosofia". Em seu livro sobre Heróis e Super-Heróis no mundo dos quadrinhos apresenta uma análise sociopsicanalítica destes personagens, relacionando-os com a axiologia e o inconsciente coletivo, bem como analisando o processo histórico de sua formação, contribuindo, assim, com a sociologia das histórias em quadrinhos. No livro Os valores na sociedade moderna, aborda teoricamente o conceito de valores e busca distinguir entre os "valores axiológicos" e os "valores axionômicos". Uma de suas últimas teses é a polêmica ideia do fim do marxismo, segundo a qual o marxismo não estaria em crise e sim aproximando-se do seu fim. Para ele, o que está em crise é o pseudomarxismo expresso no bolchevismo, na social-democracia e no "marxismo acadêmico" e não o marxismo autêntico. Este sempre teria sido marginal na sociedade capitalista e, portanto, o abandono desta concepção na contemporaneidade nada mais é que o abandono de suas deformações. O marxismo autêntico, ao contrário, tende a se fortalecer com a ascensão das lutas operárias e se realizar, chegando, portanto, ao seu fim. Ele desenvolve também uma teoria das representações cotidianas, um substituto marxista da noção de "senso comum" e do termo "representações sociais", criticados por ele, na qual estabelece uma teoria marxista das representações a partir da contribuição de Marx, Korsch, Bloch, Bertrand, entre outros. Também desenvolve, partindo das contribuições de Marx, Weber e Bourdieu, uma teoria das esferas sociais, na qual apresenta o processo de divisão do trabalho intelectual, o processo de competição internas nas várias esferas sociais, entre outros processos, mostrando sua inserção na totalidade da sociedade capitalista. Desenvolve uma análise da teoria do valor-trabalho de Marx, apontando a existência também de um valor-mercado e um valor-cultura, que são as determinações do valor das mercancias, ou seja, dos bens culturais e coletivos produzidos no âmbito das relações de distribuição e "formas sociais" (superestrutura). Em Os movimentos sociais  desenvolve uma teoria marxista dos movimentos sociais, que se desdobrará em vários artigos. e no livro Marx e os Movimentos Sociais.
Nos últimos anos o autor aprofundou suas análises sobre a questão cultural, desenvolvendo uma teoria da episteme. No seu livro O Modo de Pensar Burguês, o autor apresenta uma complexa discussão sobre o conceito de episteme, a episteme burguesa e a episteme marxista. No livro seguinte, Hegemonia Burguesa e Renovações Hegemônicas, ele mostra o desenvolvimento histórico da episteme burguesa através dos sucessivos paradigmas hegemônicos, que são formas assumidas por ela. O autor faz uma análise histórica e teórica dos paradigmas hegemônicos: iluminismo, romantismo, positivismo, organicismo, vanguardismo, reprodutivismo, subjetivismo. O paradigma hegemônico atual seria o subjetivista, intimamente ligado ao regime de acumulação integral e ao neoliberalismo.
Toda sua obra está voltada para a teoria da autogestão social, buscando analisar criticamente a sociedade capitalista e seu processo de reprodução e as lutas de classes, inclusive as lutas culturais, no seu interior e apontando para a necessidade de uma nova sociedade, fundada na autogestão social.

## Principais influências
Este pensador demonstra, em seus escritos, algumas influências fundamentais e outras menos relevantes. Em matéria de concepção política, além da obra de Marx, é possível notar em seu pensamento a influência de Anton Pannekoek, Karl Korsch, Otto Rühle, entre outros representantes do comunismo de conselhos. No aspecto metodológico, as maiores influências são Marx e Korsch, bem como na discussão sobre marxismo, pois é baseado em Korsch e sua definição de marxismo como "expressão teórica do movimento operário" que ele irá distinguir entre marxismo autêntico e pseudomarxismo. Também as obras de Erich Fromm, Jean Barrot, Maurício Tragtenberg, Freud, Marcuse, Robert Michels, entre outros, são importantes em suas formulações, tal como o anarquismo, principalmente Daniel Guérin e Mikhail Bakunin. A psicanálise também exerce grande influência sobre seu pensamento, e ele produziu algumas obras tentando estabelecer uma síntese entre marxismo autêntico e psicanálise. As obras de Freud e Fromm são as mais citadas por ele em sua produção voltada para questões psicanalíticas. Mas outros psicanalistas estão presentes em sua análise, tal como Reich, Jung e outros. Assim, as influências mais importantes no seu pensamento são o marxismo (de Marx e alguns outros que ele denomina "marxismo autêntico"), psicanálise e diversos autores de varias ciências e concepções.

## Livros publicados
- A Esfera Artística: Marx, Weber, Bourdieu e a Sociologia da Arte (Porto Alegre: Zouk, 2007);
- A consciência da História (Goiânia: Edições Combate, 1997; 2a edição, revista e ampliada, Rio de Janeiro: Achiamé, 2007);
- Escritos metodológicos de Marx(Goiânia: Edições Germinal (1998, 2001), reeditado: Goiânia: Alternativa, 2007);
- Tropicalismo - A ambivalência de um movimento artístico (Rio de Janeiro: Corifeu, 2007);
- O Fim do Marxismo e outros ensaios (São Paulo: Giz Editorial, 2007).
- Indústria Cultural e cultura mercantil (org.) (Rio de Janeiro: Corifeu, 2007).
- O Doutor e outros contos incorretos (Rio de Janeiro: Booklink, 2007);
- Introdução à sociologia (Belo Horizonte: Autêntica, 2006 - 2a edição, 2011).
- A questão da mulher (org.) (Rio de Janeiro: Ciência Moderna, 2006);
- Heróis e super-heróis no mundo dos quadrinhos (Rio de Janeiro: Achiamé, 2005);
- Inconsciente coletivo e materialismo histórico (Goiânia: Edições Germinal, 2002);
- A dinâmica da violência juvenil (Rio de Janeiro: Booklink, 2004 - Nova edição: São Paulo: Ar Editora, 2014);
- O Que são partidos políticos? (Goiânia: Edições Germinal, 2003 - Nova edição: Brasília: Kíron, 2013).
- Estado, democracia e cidadania (Rio de Janeiro: Achiamé, 2003 - Nova edição: Rio de Janeiro, Rizoma, 2015);
- Violência urbana: a cidade como espaço gerador de violência (Goiânia: Edições Germinal, 2002);
- Educação, Cultura e Sociedade (org.) (Goiânia: Edições Germinal, 2002);
- Psicanálise, Capitalismo e Cotidiano (Goiânia: Edições Germinal, 2002);
- A questão da causalidade nas ciências sociais (Goiânia: Edições Germinal, 2000);
- A filosofia e sua sombra (Goiânia: Edições Germinal, 2000);
- A elaboração do projeto de pesquisa (Goiânia: Edições Germinal: 1998-2001);
- Os Valores na sociedade moderna (Brasília: Thesaurus, 2007).
- O que é marxismo? (Rio de Janeiro: Elo, 2008).
- Manifesto Autogestionário (Rio de Janeiro: Achiamé, 2008 - Nova edição: Rio de Janeiro: Rizoma, 2015; 3a edição: 2019).
- Senso comum, representações sociais e representações cotidianas (Bauru: SP, Edusc, 2008).
- Universo psíquico e reprodução do capital - Ensaios freudomarxistas (São Paulo, Escuta, 2008).
- Capitalismo e questão racial (org.) (Rio de Janeiro: Corifeu, 2009);
- Como assistir um filme? (Rio de Janeiro: Corifeu, 2009).
- O Capitalismo na Era da Acumulação Integral (São Paulo: Idéias e Letras, 2009).
- Temas de sociologia rural (Pará de Minas: Virtualbooks, 2009).
- A Concepção materialista da história do cinema (Porto Alegre: Asterisco, 2009).
- Linguagem, discurso e poder (Pará de Minas: Virtualbooks, 2009).
- Escritos Revolucionários Sobre a Comuna de Paris (org.) (Rio de Janeiro: Rizoma Editorial, 2011).
- Cérebro e ideologia. Uma Crítica aos determinismos cerebrais (Jundiaí: Paco Editorial, 2010).
- Quadrinhos e crítica social - O Universo ficcional de Ferdinando (Rio de Janeiro: Azougue, 2013).
- Karl Korsch e a Concepção Materialista da História. São Paulo: Scortecci, 2014.
- Rosa Luxemburgo e a Autogestão Social. Rio de Janeiro: Rizoma, 2014.
- A Questão da Organização Revolucionária. Rio de Janeiro: Rizoma, 2014.
- Juventude e Sociedade. Ensaios Sobre a Condição Juvenil. São Paulo: Giostri, 2015.
- A Pesquisa em Representações Cotidianas. Lisboa: Chiado, 2015.
- As Esferas sociais (Rio de Janeiro: Rizoma, 2016).
- A Mercantilização das relações sociais (Rio de Janeiro: Ar editora, 2016).
- Os Movimentos Sociais (Curitiba: Primas, 2016).
- Karl Marx: A crítica desapiedada do existente (Curitiba: Prismas, 2017).
- Marx e os Movimentos Sociais (Pará de Minas, Virtualbooks, 2017).
- O Modo de Pensar Burguês. Episteme Marxista e Episteme Burguesa (Curitiba: CRV, 2018).
- Hegemonia Burguesa e Renovações Hegemônicas (Curitiba: CRV, 2019).
- A Verdade sobre o Darwinismo (Goiânia: Edições Redelp, 2020).
- Introdução ao Pensamento de Erich Fromm (Goiânia: Edições Enfrentamento, 2021)

## Outras publicações
- A filosofia e sua sombra;
- A dinâmica da violência juvenil;
- Violência urbana: a cidade como espaço gerador de violência;
- A elaboração do projeto de pesquisa;
- O Que são partidos políticos?
- Introdução à sociologia
- A questão da causalidade nas ciências sociais;
- A questão da mulher (org.);
- Educação, Cultura e Sociedade (org.);
- Psicanálise, Capitalismo e Cotidiano;
- O Doutor e outros contos incorretos;
- Tropicalismo - A ambivalência de um movimento artístico;
- O Fim do Marxismo e outros ensaios
- Indústria Cultural e cultura mercantil(org).
- O Que é marxismo?
- Capitalismo e questão racial (org.);
- Como assistir um filme?:
- A Concepção materialista da história do cinema:
- Temas de sociologia rural (org);
- Linguagem, discurso e poder;
- Escritos revolucionários sobre a Comuna de Paris (org.)
- Juventude e Sociedade - Ensaios Sobre a Condição Juvenil.
- Rosa Luxemburgo e a Autogestão Social.
- A Questão da Organização Revolucionária.
- Cinema e Mensagem.
- Karl Korsch e a Concepção Materialista da História.
- Marx e os Movimentos Sociais
- Introdução ao pensamento de Erich Fromm
- Desemprego e regime de acumulação integral
- Movimentos Sociais: Questões teóricas e conceituais (org.).
- O Movimento Estudantil em foco (org.).
- Regimes de Acumulação e épocas literárias.
- Introdução à Crítica da Ideologia Gramsciana
- Sobre a história e significado do comunismo de conselhos.

## Em outros idiomas
VIANA, Nildo. Psicoanálisis y materialismo historico. Madrid: Cultivalibros, 2013. ISBN 8415826842 ISBN 13: 9788415826842
VIANA, Nildo. Manifiesto Autogestionário.